# Безупречний (есмінець, 1937)
«Безупречний» (рос. «Безупречный») — військовий корабель, ескадрений міноносець проєкту 7 військово-морського флоту СРСР за часів Другої світової війни.
Есмінець «Безупречний» 23 серпня 1936 року закладений на верфі ССЗ № 200 у Миколаєві, 25 червня 1937 року спущений на воду. 2 жовтня 1939 року корабель уведений до складу радянського Чорноморського флоту. Перебував у складі крейсерської бригади, де було два дивізіони есмінців; у другий дивізіон входили всі шість радянських ескадрених міноносців «сімок»: «Бодрий», «Бойкий», «Бистрий», «Беспощадний», «Бдительний» і «Безупречний». З них пережили війну лише перші два.

## Історія служби
На початок німецько-радянської війни «Беспощадний» перебував у складі 2-го дивізіону есмінців Загону легких сил з базуванням на ВМБ Севастополя. У серпні-вересні есмінець брав участь в обороні Одеси. Він ескортував транспорти, перевозив війська та вантажі. Есмінець був включений до складу десантного загону (крейсери «Червоний Кавказ», «Червоний Крим», есмінці «Беспощадний», «Бойкий» та «Фрунзе») для висадки під Одесою 3-го полку морської піхоти.
У вересні 1941 року «Безупречний» спільно з «Бойким» і «Беспощадним» підтримував вогнем висадку десанту під Григорівкою.
У січні 1942 року «Безупречний» брав участь у висадки морського десанту в Судаку. Десантування відбувалося за шторму силою в 7 балів та ураганному вітрі — з крейсера «Червоний Крим», есмінців «Смишлений» та «Шаумян», канонерського човна «Червоний Аджаристан», 6 катерів зразка «морський мисливець» — за артилерійської підтримки лінкора «Паризька комуна» та есмінців «Безупречний» (командир — капітан 3-го рангу Е. А. Козлов) і «Железняков». В операції також було задіяно 2 підводні човни — Щ-201 та М-55, котрі виконували роль плавучих маяків. З есмінців «Смишлений» та «Шаумян» були висаджені відволікаючі десантні групи в Новому Світі та східніше гори Алчак. Також було висаджено 4 десантні групи по 7-12 бійців. Надалі есмінець був у складі загону кораблів артилерійської підтримки, що прикривали дії наземних військ.
Разом з «Ташкентом» та «Бдительним» «Безупречний» став одним з останніх великих бойових кораблів, що прорвалися в обложений Севастополь. 26 червня 1942 року за 40 миль від мису Аюдаг його атакували понад 20 пікірувальних бомбардувальників Ju 87 і Ju 88. Корабель дістав кілька прямих влучань — у кормовий місток, у перше котельне відділення і напівбак. За кілька хвилин він повністю затонув. «Ташкент», що підійшов через 30-40 хвилин до місця загибелі, також був атакований авіацією і, скинувши на воду рятувальні плоти і пояси, пішов. Наступного дня підводні човни М-112 і М-118 підібрали всього трьох уцілілих моряків. Решта екіпажу, а також взяті на борт 320 червоноармійців і 16 медичних працівників загинули.